# Alpha Caeli
Désignations
Alpha Caeli (α Cae / α Caeli) est l'étoile la plus brillante de la constellation du Burin.  Sa magnitude apparente est de +4,45. D'après la mesure de sa parallaxe annuelle par le satellite Hipparcos, l'étoile est située à 65,8 années-lumière de la Terre.
α Caeli est une étoile jaune-blanc de la séquence principale de type spectral F2V. Elle possède un compagnon qui est une naine rouge de type spectral M0,5 et de magnitude 12,5.